# Matar Bâ
Matar Bâ, né le 1er janvier 1970 à Diakhao, dans la région de Fatick, est un homme politique sénégalais.

## Carrière politique locale et nationale
Matar Bâ s'investit dans les années 1990 dans les « navétanes », les championnats sportifs organisés pendant les vacances scolaires. Il dirige l'Organisme national de coordination des activités de vacances (ONCAV) de 2008 à 2011.
Proche de l'ancien président Macky Sall, Matar Bâ est élu maire de Fatick en 2012.
Le 6 juillet 2014, il est nommé ministre des Sports, un poste qu'il occupe jusqu'au 17 septembre 2022, au sein des gouvernements Dionne I, II, III, Sall III et IV.

## Fonctions post-ministérielles
Après avoir quitté le ministère des Sports, Bâ est nommé chef de cabinet du président de la République Macky Sall.
En octobre 2023, il est élu à la présidence de la Conférence des Parties à la Convention internationale contre le dopage dans le sport (COP9).
En 2024, il est distingué par le Prix africain de développement (PADEV) en tant que meilleur manager africain du sport.